# Israels forsvar
|  | Sammenskrivningsforslag Artiklen Israels forsvar er foreslået føjet ind i Israel Defense Forces. (Siden august 2018) Diskutér forslaget |

Israels forsvar er organiseret anderledes end vi kender fra Danmark og USA. 
Israel Defense Forces (IDF) er den internationale benævnelse for den direkte militære gren af det israelske forsvar. Israel Defense Forces hører dog yderligere under Israel Security Forces, som en samling af organisationer (militære og ikke-militære), der er ansvarlige for Israels sikkerhed. Organisationerne herunder er uafhængige, men samarbejder med hinanden.
Konceptuelt kan man sige, at Israel Defense Forces er en del af det israelske forsvar, mens det israelske forsvar kun er en del af Israel Security Forces.